# Vincens Lunge
Vincens Lunge (parfois épelé Vincents Lunge; né vers 1486 et mort le 3 janvier 1536) est un noble danois, membre du Riksråd de Norvège et le représentant principal du roi Christian III de Danemark en Norvège,.

## Biographie
Vincens Lunge est né au Danemark vers 1486. Ses parents sont Vincens Iversen Dyre til Tirsbæk (mort avant 1497) et Kirsten Tygesdatter Lunge (morte avant 1529). Il fait ses études à l’université de Louvain, où il obtient un doctorat en philosophie et en droit canonique avant de retourner au Danemark en 1518. En 1521, il devient professeur en droit et recteur de l’université de Copenhague.
Lunge épouse Margrete Nilsdatter (c. 1495 - 1565), l’une des cinq filles de Nils Henriksson, chancelier et lord grand intendant de Norvège et de Ingerd Ottesdatter, membre de la famille Rømer qui est l’une des plus riches familles de propriétaires terriens de Norvège. Ingerd est d’ailleurs opposé à Olav Engelbrektsson, archevêque de Nidaros, dans un conflit de propriétés,,.
Au début du règne de Frédéric Ier de Danemark, Lunge est envoyé au Nord-Norge afin d’y faire respecter le règne du nouveau roi. Il acquiert un manoir (le Kronstad Hovedgård) à Bergen ainsi qu’une autre propriété (Lungegården) à proximité de la ville. En 1524, lors d’une réunion du Riksråd, l’archevêque Olav Engelbrektsso soutient les demandes visant à forcer Frédéric Ier de Danemark à accepter une charte destinée à protéger l’indépendance de la Norvège: les étrangers ne peuvent pas être à la tête d’une forteresse ou d’un fief, le roi ne peut pas imposer de taxes sans l’accord du Riksråd, le roi ne peut empiéter sur les droits de l’église catholique en Norvège et le roi doit ne peut gouverner la Norvège que par l’intermédiaire de Norvégiens, de naissance ou par mariage et qui résident dans le pays. Lors de cette réunion, tous les ordres et dispositions établis par le roi sont déclarés nuls tant qu’il n’aura pas signé la charte (Håndfæstning).
En 1533, la proclamation de Christian III comme roi du Danemark déclenche la guerre du comte (Grevens Fejde), une guerre civile qui a fait rage au Danemark en 1534 et 1536 entre les forces romaines catholiques du roi et les troupes protestantes du comte d'Oldenbourg. Les relations avec l’archevêque Engelbrektsso deviennent de plus en plus tendues, menant à de nombreux conflits, dans lesquels Ingerd Ottesdatter se trouve aussi impliqué. En 1535, Lunge se rend à Trondheim pour négocier un accord de paix et convaincre la branche nord du Riksråd de proclamer Christian III roi de Norvège. En janvier 1539, Lunge est assassiné par les alliés de l’archevêque Engelbrektsso. D’après les écrits réunis dans le Diplomatarium Norvegicum, ce meurtre aurait été commis par Kristoffer Throndsen, un proche de l’archevêque lui-même.

## Héritage
La mort de Vincens Lunge est commémorée chaque année lors de l’opéra Olav Engelbrektsson qui se tient au Château de Steinvikholm, à proximité de Trondheim, et qui est soutenu par le ministère norvégien de la culture.
De nombreux lieux et monuments de Bergen rappellent l’importance de Vincens Lunge dans cette ville, notamment sa propriété qui a gardé le nom de Lungegården, deux lacs (Lille Lungegårdsvannet et Store Lungegårdsvannet), ainsi que la rue Vincens Lunges Gate.